# Hornok László (kertészmérnök)
Hornok László (Pestszenterzsébet, 1941. november 28. – Budapest, 1991. december 26.) magyar kertészmérnök, a Kertészeti és Élelmiszeripari Egyetem tanszékvezetője és egy időben dékánhelyettese; a hazai gyógynövénytermesztési oktatás egyik úttörője.

## Életpályája
1941. november 28-án született az akkor még önálló településnek számító Pestszenterzsébeten (Pest-Pilis-Solt-Kiskun vármegye). 1959-ben a gyomai Állami Általános Gimnáziumban érettségizett, majd ugyanabban az évben megkezdte felsőfokú tanulmányait a Kertészeti és Élelmiszeripari Egyetem jogelődjében, a Kertészeti és Szőlészeti Főiskolán. Kertészmérnöki oklevelét 1964-ben szerezte meg, ami után első munkahelye a gyomai Alkotmány Mgtsz. volt, ahol a kertészeti ágazat vezetésével bízták meg.
1966-ban került a Kertészeti Egyetemre, ahol a Zöldségtermesztési Tanszék munkatársaként gyógynövénytermesztést oktatott, 1971-ig tanársegédként, majd 1979-ig adjunktusként, attól fogva pedig docensként; 1980-tól kandidátusi fokozat birtokában. 1973-tól tevékenykedett a tanszéken belül létrehozott gyógynövénytermesztési szakcsoport csoportvezetőjeként. Eközben, 1970-ben elvégezte a Marxista-Leninista Esti Egyetem általános tagozatát is.
Amikor 1983-ban lehetőség nyílt a Kertészeti és Élelmiszeripari Egyetem önálló Gyógynövénytermesztési Tanszékének megszervezésére, annak ő lett az első vezetője; e tisztségét 1990-ig látta el. Ugyancsak 1983-tól a rendszerváltást követő első dékánválasztásig, 1990-ig az egyetem Kertészeti Karának oktatási dékánhelyetteseként is tevékenykedett.
Fő kutatási területe a környezeti tényezők hatása a gyógy- és fűszernövények termesztésére és azok hatóanyag-tartalmára, továbbá a gyógynövénytermesztési technológiák fejlesztése és új technológiai irányok kidolgozása. Foglalkozott gyógynövények honosításával is, jelentős szerepe volt a gyógynövénytermesztés tantárgy hazai oktatásának megszervezésében, illetve a gyógynövénytermelő és -feldolgozó ipari szakmunkásképzés kereteinek kidolgozásában.
Szervezeti tagságai közül említést érdemel a Magyar Tudományos Akadémia Kertészeti Bizottsága, melyben a gyógynövénytermesztési albizottság elnöke, illetve a Magyar Agrártudományi Egyesülés, melyben a gyógynövénytermesztési alelnöke volt.

## Művei
Több szakkönyv, tankönyv, illetve szakcikk szerzője volt, egyedül vagy társszerzőkkel, a hazai gyógynövénytermesztéssel kapcsolatos első egyetemi jegyzetek és egyéb szaksegédletek szinte mindegyikének megalkotásában részt vett szerzőként és/vagy szerkesztőként. Egyik legfőbb műve az 1978-ban kiadott Gyógynövények termesztése és feldolgozása című kiadvány.

## Családja
Szülei Hornok Péter és Varjú Margit voltak. 1967-ben kötött házasságot, felesége Szilágyi Teodóra ruhaipari üzemmérnök volt, akitől két gyermeke született: László (1968) és Erika (1971). Családjával Budapest VIII. kerületében élt; a Farkasréti temetőben nyugszik.